# Nugzar Asatiani
Nugzar Asatiani (n. 16 iulie 1937, Kutaisi, Republica Sovietică Socialistă Gruzină, URSS – d. 2 aprilie 1992, Tbilisi, Georgia) a fost un scrimer ce a reprezentat Uniunea Republicilor Sovietice Socialiste, medaliat olimpic. A participat la două ediții ale Jocurilor Olimpice (1960, 1964) în care a câștigat o medalie de aur.